# Jack Larson
Jack Edward Larson (Los Angeles, 8 februari 1928 – Brentwood, 20 september 2015) was een Amerikaans acteur, filmproducent en toneelschrijver.

## Biografie
Larson werd geboren in Los Angeles en is opgegroeid in Pasadena (Californië) en is van Zweedse en Russische afkomst. Hij heeft de high school doorlopen aan de Montebello High School in Montebello (Californië) waar hij in 1945 zijn diploma haalde. 
Larson was van 1965 tot en met 1991 niet actief als acteur, in deze tijd was hij actief als toneelschrijver en filmproducent. Zijn werk als toneelschrijver is over de hele wereld uitgevoerd in theaters en opera’s.
Larson was vanaf 1958 een levenspartner van filmregisseur James Bridges, die in 1993 overleed.

## Filmografie

### Films
- 2016 - Surge of Power: Revenge of the Sequel - als oom Jimmy Williamson
- 2013 - Superman and the Secret Planet - als Jimmy Olson
- 2011 - Bob's New Suit – als Edward McIntyre
- 2006 - Superman Returns – als Bo de barkeeper
- 1957 - Johnny Trouble – als Eddie Landis
- 1954 - About Mrs. Leslie – als Buddy Boyd
- 1953 - Man Crazy – als Bob
- 1953 - Three Sailors and a Girl – als zeeman
- 1953 - Star of Texas – als John Jenkins
- 1952 - Flat Top – als zeeman
- 1952 - Battle Zone – als James O'Doole
- 1952 - Belles on Their Toes – als Packy Talbot
- 1952 - Kid Monk Baroni – als Angelo
- 1951 - Starlift – als Will
- 1951 - On the Loose – als Charleston Bit
- 1951 - Fighting Coast Guard – als nieuwsjongen
- 1950 - Redwood Forest Trail – als Dusty
- 1950 - Trial Without Jury – als Tommy
- 1949 - Flame of Youth – als jongen
- 1948 - Fighter Squadron – als luitenant Kirk

### Televisieseries
Uitgezonderd eenmalige gastrollen.
- 1952 t/m 1958 - Adventures of Superman – als Jimmy Olsen – 102 afl.

### Filmproducent
- 1988 - Bright Lights, Big City – film
- 1985 - Perfect – film
- 1984 - Mike's Murder – film
- 1970 - The Baby Maker – film

- Gemeinsame Normdatei: 134806484
- International Standard Name Identifier: 0000 0000 7982 4301
- Library of Congress Control Number: n84044261
- MusicBrainz: 3590720e-c444-4caa-85b9-afa5b1d9f13a
- Nationale Bibliotheek van Israël: 987007460678505171
- SNAC: w6xf3rrs
- Virtual International Authority File: 7811921
- WorldCat: E39PBJv4mF7RfwWpYYVd8Jwpyd